# Sin Cara
Luis Ignascio Urive Alvirde (født 22. december 1982) er en mexikansk wrestler bedre kendt under ringnavnet Sin Cara. Han har tidligere wrestlet i WWE.
Efterfølgende har Hunico (Jorge Arias) båret masken og ringnavet Sin Cara har dog vundet yderligere flere kampe nu og er i gang med turneringen tag team med Rey mysterio. I 2015 wrestler han i CMLL og er middleweight champion der.[kilde mangler]